# Иванов, Иван Сергеевич (конструктор)
Иван Сергеевич Ивано́в (1902—2000) — советский инженер, конструктор зерноуборочных комбайнов.

## Биография

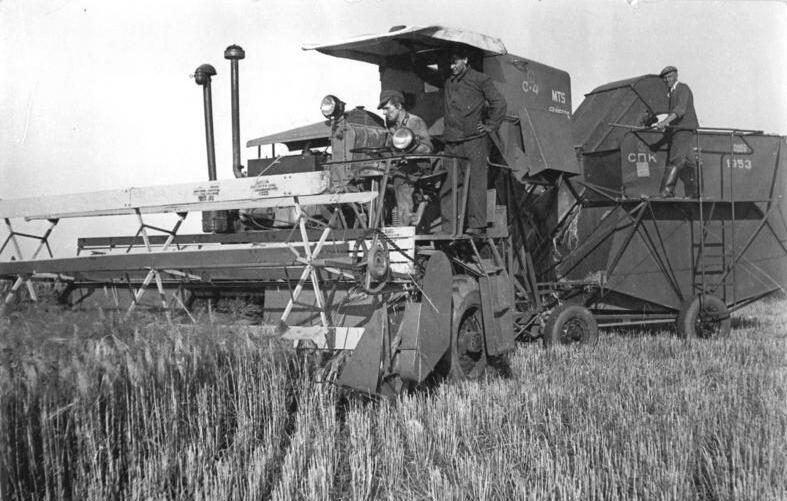
Комбайн С-4 на уборке ячменя, 1953 год, ГДР

Окончил инженерный факультет МСХА имени К. А. Тимирязева.
Участник Великой Отечественной войны.
В 1928—1986 годах работал в ВИСХОМ (Всесоюзный научно-исследовательский институт сельскохозяйственного машиностроения), занимался механизацией уборки зерновых культур.
В 1946 году вместе с доктором технических наук М. А. Пустыгиным создал первый советский самоходный зерноуборочный комбайн С-4 (серийно выпускался в 1947—1958 годах).
С 1986 года на пенсии.

## Награды и премии
- Сталинская премия первой степени (1947) — за разработку конструкции самоходного комбайна С-4
- Орден «Знак почета»

## Публикации
Автор и соавтор книг:
- Сноповязалка «Новый идеал» образца 1936 г. завода им. Ухтомского, ст. Люберцы Московско-Казанской железной дороги [Текст] : Руководство по сборке, уходу и применению / Сост.: инж. Н. И. Еремушкин, инж. И. С. Иванов, инж. Н. П. Раевский ; НКТП СССР. Главсельмаш. Всес. науч.-иссл. ин-т с.-х. машиностроения ВИСХОМ. — [Москва]; [Ленинград] : Онти. Глав. ред лит-ры по машиностроению и металлообработке, 1936 (Л. : тип. им. Бухарина). — Обл., 91 с. : ил.; 19х13 см.
- И. С. Иванов Самоходный комбайн С-4,0 Сборка, применение, уход. М 1951 гг. 131с
- Самоходный комбайн С-4. Москва: Машгиз, 1955
- Сельскохозяйственные машины. [Учебник для машиностроит. техникумов]. И. С. Иванов, К. И. Лихоедеико, М. Я. Резпичеико, Г. Г. Чернов. М., Машги1, 1962. 683 с.; 3 л. черт.
- Сельскохозяйственные машины / И. С. Иванов. М.:1. Колос, 1966.